# Helietta glaucescens
- Wikispecies tiene un artículo sobre Rutaceae.

Helietta glaucescens es una especie de planta en la familia Rutaceae. 
Es endémica de Cuba. 

## Fuente
- Areces-Mallea, A.E. 1998. Helietta glaucescens. 2006 IUCN Lista Roja de Especies Amenazadas; bajado 21 de agosto de 2007

- Datos: Q5471582